# 白蛇傳 (舞台劇)
《白蛇傳》是1982年香港歌手羅文自資及製作的粵語音樂劇，故事基於中國民間傳說《白蛇傳》，並由吳世勳編導，羅文、汪明荃、米雪、盧海鵬主演；音樂的創作者則是音樂家鍾肇峰和趙文海、填詞人黃霑。

## 背景
1972年，羅文觀看潘迪華的國語音樂舞台劇《白孃孃》後，一直想辦粵語舞台劇。羅文成名後憑巡迴演出賺了不少錢，先於1979年自資成立「羅文製作有限公司」，方便調動資金，擁有自己的幕後班底（不限於舞台劇製作，如專輯《舞台上》的封套設計便由羅文製作有限公司負責）。羅文還找來汪明荃一起商議相關事宜，二人在錄音室和舞台曾多次合作，還打算合資，但為怕日後出現金錢矛盾，仍由羅文獨資去辦。1979年末，二人於《歡樂滿東華》首度表演粵劇《公主憐才駙馬驕》，良好的反應增加了他們合作的信心。
由於事忙、尋找劇本等因素，此劇遲遲未定案柏板。至1981年3月，羅文在記者招待會上宣布正式展開籌備工作，主辦機構是羅文製作有限公司和華星唱片，後者負責宣傳工作；並落實以白蛇傳為劇本，原因是其家傳戶曉、情節感人，而且是「神仙故事」，便於表現「多姿多彩」的舞台效果。此外劇本是大團圓結局。

### 願景
十年前的《白孃孃》口碑好票房差，羅文卻抱有信心，因為香港市場口味已提升，而且渴求多年沒有上映的大型歌舞劇。曾觀看此劇綵排的潘迪華亦表示此劇採用簡單的文言，較國語對白的《白孃孃》容易讓人接受。

### 幕後
音樂人原屬意跟羅文合作多次的顧嘉煇，但他以赴美深造為由（一說是忙於為劇集作曲）請辭，作、編曲的工作便改由羅文專輯《卉》（1981年）的音樂人趙文海和鍾肇峰負責。填詞人則是跟羅文有相當合作經驗並曾為《白孃孃》大部分歌曲填詞的黃霑。
1981年，羅文設立排藝社，所招募的舞蹈員須接受舞台指導吳世勳為期三個月的基本訓練。他曾是羅文的舞蹈老師，亦曾為粵劇《白蛇新傳》（1961年）訓練雛鳳鳴的新人。

### 選角
許仙、白素貞、法海早已敲定分別由羅文、汪明荃、盧海鵬飾演。汪明荃表示希望藉演出《白蛇傳》，為其事業帶來繼唱歌後的第二個突破。小青的選角過程則一波三折，原屬意唱腔、功架、古裝扮相均出色的黃杏秀，但她堅拒不演，後來羅文曾考慮過招考新人，馮寶寶和張德蘭也在候選之列，最終此角落在米雪手上。她表示小青的戲份跟白素貞同樣重要，且很適合她演，反駁坊間說她身為麗的電視一線花旦卻甘為副角。

## 特色和演出概況
此劇按各人的特點採取了揚長避短的安排：汪明荃主要負責跳舞，羅文以唱歌為主，雖擅武打戲卻無舞台劇演出和歌唱經驗的米雪則以做戲和表情為重。亦被指較諸以往的白蛇傳改編劇目，許仙的抒情戲較突出，「男女角的戲份更平均」。
舞台表演具粵劇的元素，如撥水髮、耍大水旗等功法，但不採用傳統粵劇的臉譜化妝。音樂方面，樂隊混合中西樂手，達幾十人；並採用少見的樂器如雲鑼和豎琴，以及以大提琴取代慣用的電貝斯。趙文海和鍾肇峰譜寫揉合中西樂風的流行曲，以《春泛西湖》和《好姻緣》等數首歌曲為重心，並從《好姻緣》衍伸出多個樂段，佐以《變蛇》、《水漫金山》等純音樂；亦被指為配合情節多用「哀怨的配樂」和「平敘的曲調」。詞風則淺白，「長短句交錯」，「多用比喻、對偶」。
布景以中國水墨畫風的幻燈片，代替硬景，方便日後出國演出，免於攜帶大量道具，並且以音樂過場方式代替換幕。基於舞台難以容納整個樂團，以及演出效果的考量，採取了錄播歌曲的形式，招致爭議，更收到恐嚇信。
演出地點是利舞臺戲院，首次於1982年3月3日至14日，再於同年4月10日至18日加演，共22場。票價分$180、$140、$120、$100、$40。入座率不俗，「場場滿座」。
另有報導指羅文和汪明荃的歌迷經常歡呼叫喊，影響觀賞氣氛。

## 音像產品
1982年2月末，羅文製作公司出品並經百代唱片發行黑膠專輯《白蛇傳》，分為精選式的單碟和收錄全部曲目的雙碟版，其後派台《好姻緣》至電台宣傳，曾登上中文歌曲龍虎榜的周冠軍 。
羅文曾表示為免失真和影響日後的演出，無意發行此劇的錄影帶。至2011年香港文化博物館舉辦「獅子山下‧掌聲響起‧羅文」的藏品展覽，此劇的錄像片段才首度曝光。

## 評論
作家黃夏柏認為《白蛇傳》「以傳統為經，現代為緯」。2012年，文化評論人林奕華回顧此劇，認為其時香港的歌舞劇和電影都走西洋風，《白蛇傳》是「中國音樂人創作中國音樂劇給中國人看的『實驗』」，屬開先河之舉。對比《白孃孃》，人物的感情表達較為含蓄和傳統，填詞人較著重藝術性而非傳唱流行度。
詞評人黃志華指出為粵語歌舞劇填詞很困難，尤其是涉及多人對唱輪唱疊唱的曲目（如《巧遇煙波裡》、《恩似洞庭水》等），並對黃霑的成品感到滿意:76—77。
《劇影月報》一篇文章指《白蛇傳》的劇本分場、部分場景、動作設計等都有《白蛇新傳》強烈的影子。《電影雙周刊》的欄目作者林娓娓則評論道：「雖然戲劇性是缺乏了點，整體上仍然不失其娛樂性，是可以一看的。」 。朱瑞冰主編的《香港音樂發展概論》認為此劇嘗試從中國傳統故事取經，但在當時的香港舞台劇發展中「未能有較大的突破」。亦有評論指《白蛇傳》像「改良了的粵劇」，而不是「正統舞台劇」。

## 後續
1983年1月，羅文表示年末付清《白蛇傳》的唱片錄音費和其他雜項後，虧蝕收場。

## 曲目
- 粗體為單碟版的歌曲。

| 第一面         | 第一面     | 第一面 | 第一面             |
| 歌名           | 作、編曲者 | 填詞人 | 歌手               |
| -------------- | ---------- | ------ | ------------------ |
| 序曲           | 趙文海     |        |                    |
| 仙鄉遠處白雲上 | 趙文海     | 黃霑   | 女聲合唱           |
| 只羨鴛鴦不羨仙 | 鍾肇峰     | 黃霑   | 米雪、汪明荃       |
| 緣份豈可參透   | 趙文海     | 黃霑   | 女聲合唱           |
| 春泛西湖       | 趙文海     | 黃霑   | 羅文               |
| 人間美勝仙鄉   | 鍾肇峰     | 黃霑   | 米雪、汪明荃       |
| 前緣萬里牽一線 | 鍾肇峰     | 黃霑   | 羅文、汪明荃       |
| 借傘           | 趙文海     |        |                    |
| 巧遇煙波裡     | 趙文海     | 黃霑   | 羅文、汪明荃、米雪 |

| 第二面         | 第二面     | 第二面 | 第二面         |
| 歌名           | 作、編曲者 | 填詞人 | 歌手           |
| -------------- | ---------- | ------ | -------------- |
| 幸福慶相聚     | 趙文海     | 黃霑   | 女聲合唱       |
| 三世前緣修得到 | 趙文海     | 黃霑   | 羅文           |
| 圓扇舞         | 趙文海     |        |                |
| 鼓鈸舞         | 鍾肇峰     |        |                |
| 娃娃舞         | 鍾肇峰     |        |                |
| 雙人舞         | 鍾肇峰     |        |                |
| 阿彌陀佛       | 趙文海     | 黃霑   | 盧海鵬         |
| 好姻緣         | 趙文海     | 黃霑   | 羅文、汪明荃   |
| 變蛇           | 鍾肇峰     |        |                |
| 呼天哭我郎     | 鍾肇峰     | 黃霑   | 汪明荃         |
| 情深似海       | 鍾肇峰     |        | 米雪、女聲合唱 |

| 第三面     | 第三面     | 第三面 | 第三面             |
| 歌名       | 作、編曲者 | 填詞人 | 歌手               |
| ---------- | ---------- | ------ | ------------------ |
| 盜仙草     | 趙文海     |        |                    |
| 發誓情未變 | 趙文海     | 黃霑   | 羅文               |
| 法師怒     | 趙文海     | 黃霑   | 盧海鵬             |
| 痴痴我問天 | 鍾肇峰     | 黃霑   | 羅文               |
| 決闖金山寺 | 鍾肇峰     | 黃霑   | 羅文、汪明荃       |
| 斷橋情不斷 | 鍾肇峰     | 黃霑   | 羅文、汪明荃、米雪 |

| 第四面         | 第四面     | 第四面 | 第四面                         |
| 歌名           | 作、編曲者 | 填詞人 | 歌手                           |
| -------------- | ---------- | ------ | ------------------------------ |
| 真情豈怕別     | 鍾肇峰     | 黃霑   | 羅文、汪明荃                   |
| 斷橋           | 鍾肇峰     | 黃霑   | 羅文                           |
| 夢失去         | 趙文海     | 黃霑   | 羅文                           |
| 無奈人世間     | 趙文海     | 黃霑   | 女聲合唱                       |
| 愛得真心誰及我 | 趙文海     | 黃霑   | 汪明荃                         |
| 毀塔           | 鍾肇峰     |        |                                |
| 美夢終於又再來 | 鍾肇峰     | 黃霑   | 女聲合唱                       |
| 雲燈夢         | 趙文海     |        |                                |
| 精誠所至金石開 | 趙文海     | 黃霑   | 羅文、汪明荃、米雪、男女聲合唱 |
| 不朽的永恆愛   | 趙文海     | 黃霑   | 男女聲合唱                     |

## 樂隊編制
| - 小提琴：劉錦龍（弦樂領隊）以及林僑國、黃偉文等12人 - 中提琴：李念華、梁文炳、陳炳棠、張海泉 - 大提琴：劉純如、鄒明範、楊兆沫、庄家良、劉儀 - 低音大提琴：袁鴻迪、陳輝 | - 笙：李志群 - 嗩吶：魏照群 - 巴烏：鄭濟民 - 笛子：黃權 - 琵琶：林風、蔡惠儀、阮仕春 - 揚琴：曾湘、李德江 - 板胡、二胡：徐華南 - 柳葉琴：阮仕春 - 古箏、板鼓、三弦：鄭文 - 雲鑼：趙文海 - 京鑼、小鈸、大鈸、木魚、堂彭、花彭等：梁兆基、趙文海 | - 定音鼓：Flor Laquin Danum - 豎琴：Moya Wright - 長笛、短笛：Danilo Cruz、Elaine Fine - 單簧管：Norman Foster、Pietro Attila D angelo - 雙簧管：Lynn Levey - 小號：Roger Manners、David Gauger II、Kevin S. Rosenberry、陳文天 - 法國號：Cheryl Gaskin、Joe A Kirtley - 長號：Allistar Gaskin、 Donald Benham - 低音號：Jeffery Hoard - 巴松管：Gary Claunch |

## 註腳
1. ↑  《K-100》稱「1980年」，疑為筆誤。